# 如月結衣
如月 結衣（きさらぎ ゆい）は、日本のAV女優である。

## 出演作品

### アダルトDVD
2020年
- S Model SSDV 59 僕の彼女が巨乳美人（2月28日、スーパーマルチメディア）
- キャットウォーク ポイズン CCDV 66 大好きな挿入とおしゃぶりを繰り返す欲しがり女子（5月26日、キャットウォーク）

### 動画配信
2020年
- Debut Vol.54 ～超イキ体質のスレンダー巨乳美女と中出し～（1月1日、カリビアンコム）
- THE 未公開 ～結衣の身体測定～（1月16日、カリビアンコム）
- じっくりEカップおっぱいを味わいたい（2月28日、カリビアンコム）
- マンコ図鑑 如月結衣（4月28日、カリビアンコム）
- 大好きな挿入とおしゃぶりを繰り返す欲しがり女子2（5月15日、カリビアンコム）
- 洗練された大人のいやし亭 ～超絶美人のマゾパイズリとリアル本番体験～（8月10日、カリビアンコム）
- 極上泡姫物語 Vol.81（9月5日、カリビアンコム）
- 朝から晩まで隙があったら即挿入 ～スレンダー美女と３P連続中出し～（11月20日、カリビアンコム）

2021年
- ガテン系の男にハマる美人OL ～現場で鍛えた職人気質の荒々しい腰使いにべた惚れ～（2月23日、カリビアンコム）
- お願いされたら断れないナースのお仕事 〜余分な精子は私がドレーンしてあげます〜（7月16日、カリビアンコム）
- 朝ゴミ出しする近所の遊び好きノーブラ奥さん（7月29日、一本道）
- オナりまくってグチョグチョ！なドすけべ娘と絶頂性交Vol.21（8月7日、HEYZO）

### VR作品
2021年
- リピート率100%！最後までヤレちゃうと噂のおっぱいパブ（4月28日、カリビアンコム）